# 11e étape du Tour d'Italie 2022
Pour un article plus général, voir Tour d'Italie 2022.
La 11e étape du Tour d'Italie 2022 se déroule le mercredi 18 mai 2022 de Santarcangelo di Romagna (Émilie-Romagne) à Reggio d'Émilie (Émilie-Romagne), en Italie, sur une distance de 203 km.

## Parcours
Au départ de Santarcangelo di Romagna, à proximité de Rimini, cette étape présente un profil tout à fait plat, exclusivement tracé en Emilie-Romagne, à travers les provinces de Rimini, Forli-Cesena, Ravenne, Bologne, Modène et de Reggio d'Emilie. La victoire d'étape est faite pour les sprinteurs.
Au programme, seulement deux sprints intermédiaires, situés à Toscanella di Dozza (76,4) et à San Giovanni in Persiceto (km 126,7).

## Déroulement de la course
Vainqueur d'étape la veille, l'Erythréen Biniam Girmay (Intermarché-Wanty-Gobert Matériaux) est non-partant, après une blessure à l'œil lors du podium protocolaire.
Dès le kilomètre zéro, deux coureurs s'échappent du peloton : les deux Italiens Luca Rastelli (Colpack-Ballan) et Filippo Tagliani (Drone Hopper-Androni Giocattoli). A 158,4 kilomètres de l'arrivée, une chute se produit dans le peloton, l'Américain Lawson Craddock (BikeExchange Jayco), le Danois Mattias Skjelmose (Trek-Segafredo) et le Finlandais Jaakko Hänninen (AG2R Citroën) tombent à terre.
Au sprint intermédiaire de Toscanella di Dozza, Filippo Tagliani passe en tête devant son compatriote, avec quatre minutes et vingt-cinq secondes d'avance sur le peloton, dans lequel le Britannique Mark Cavendish (Quick-Step Alpha Vinyl) devance l'Italien Giacomo Nizzolo (Israel-Premier Tech) et le Français Arnaud Démare (Groupama FDJ).
A quatre-vingt-douze kilomètres de l'arrivée, les deux Transalpins de front sont repris par le peloton. Au sprint bonus de San Giovanni in Persiceto, le champion olympique équatorien Richard Carapaz (INEOS Grenadiers) passe en tête, récupérant trois secondes de bonifications, lui permettant de revenir à la troisième place du classement général, à égalité avec le Portugais João Almeida (UAE Emirates). Un temps distancé, l'Australien Caleb Ewan (Lotto-Soudal) réintègre le peloton.
A cinquante-huit kilomètres de l'arrivée, le Belge Dries De Bondt (Alpecin-Fenix) s'extirpe en solitaire à l'avant. Son avance maximale sur le peloton n'excède pas les deux minutes. Il est finalement repris à mille-trois-cents mètres de la ligne d'arrivée. L'Italien Alberto Dainese (DSM) remporte l'étape au sprint devant le Colombien Fernando Gaviria (UAE Emirates) et l'Italien Simone Consonni (Cofidis) ; il s'agit de sa première victoire en World Tour.
Il n'y a aucun changement dans les différents classements : l'Espagnol Juan Pedro López (Trek-Segafredo) conserve le maillot rose et le maillot blanc ; le Néerlandais Koen Bouwman (Jumbo-Visma) garde le maillot bleu, tout comme Arnaud Démare avec le maillot violet. La Bora-Hansgrohe reste première au classement par équipes.

## Résultats

### Classement de l'étape
| \| Classement de l'étape \| Classement de l'étape \| Classement de l'étape \| Classement de l'étape \| Classement de l'étape \| \| Coureur \| Coureur \| Pays \| Équipe \| Temps \| \| --------------------- \| --------------------- \| --------------------- \| ---------------------- \| --------------------- \| \| 1er \| Alberto Dainese \| Italie \| Team DSM \| 4 h 19 min 04 s \| \| 2e \| Fernando Gaviria \| Colombie \| UAE Team Emirates \| + 0 s \| \| 3e \| Simone Consonni \| Italie \| Cofidis \| + 0 s \| \| 4e \| Arnaud Démare \| France \| Groupama-FDJ \| + 0 s \| \| 5e \| Caleb Ewan \| Australie \| Lotto-Soudal \| + 0 s \| \| 6e \| Mark Cavendish \| Royaume-Uni \| Quick-Step Alpha Vinyl \| + 0 s \| \| 7e \| Edward Theuns \| Belgique \| Trek-Segafredo \| + 0 s \| \| 8e \| Sacha Modolo \| Italie \| Bardiani CSF Faizanè \| + 0 s \| \| 9e \| Phil Bauhaus \| Allemagne \| Bahrain Victorious \| + 0 s \| \| 10e \| Lawrence Naesen \| Belgique \| AG2R Citroën Team \| + 0 s \| |                  |             |                        |                 |
| |                  |             |                        |                 |
| Source : ProCyclingStats |                  |             |                        |                 |
| Classement de l'étape |                  |             |                        |                 |
| Coureur | Coureur          | Pays        | Équipe                 | Temps           |
| 1er | Alberto Dainese  | Italie      | Team DSM               | 4 h 19 min 04 s |
| 2e | Fernando Gaviria | Colombie    | UAE Team Emirates      | + 0 s           |
| 3e | Simone Consonni  | Italie      | Cofidis                | + 0 s           |
| 4e | Arnaud Démare    | France      | Groupama-FDJ           | + 0 s           |
| 5e | Caleb Ewan       | Australie   | Lotto-Soudal           | + 0 s           |
| 6e | Mark Cavendish   | Royaume-Uni | Quick-Step Alpha Vinyl | + 0 s           |
| 7e | Edward Theuns    | Belgique    | Trek-Segafredo         | + 0 s           |
| 8e | Sacha Modolo     | Italie      | Bardiani CSF Faizanè   | + 0 s           |
| 9e | Phil Bauhaus     | Allemagne   | Bahrain Victorious     | + 0 s           |
| 10e | Lawrence Naesen  | Belgique    | AG2R Citroën Team      | + 0 s           |

### Points attribués pour le classement par points
| Sprint intermédiaire Toscanella Di Dozza (km 76.4) | Sprint intermédiaire Toscanella Di Dozza (km 76.4) | Sprint intermédiaire Toscanella Di Dozza (km 76.4) | Sprint intermédiaire Toscanella Di Dozza (km 76.4) | Sprint intermédiaire Toscanella Di Dozza (km 76.4) |
| -------------------------------------------------- | -------------------------------------------------- | -------------------------------------------------- | -------------------------------------------------- | -------------------------------------------------- |
|                                                    | Coureur                                            | Pays                                               | Équipe                                             | Point(s)                                           |
| 1er                                                | Filippo Tagliani                                   | Italie                                             | Drone Hopper-Androni Giocattoli                    | 12                                                 |
| 2e                                                 | Luca Rastelli                                      | Italie                                             | Bardiani CSF Faizanè                               | 8                                                  |
| 3e                                                 | Mark Cavendish                                     | Grande-Bretagne                                    | Quick-Step Alpha Vinyl                             | 6                                                  |
| 4e                                                 | Giacomo Nizzolo                                    | Italie                                             | Israel-Premier Tech                                | 5                                                  |
| 5e                                                 | Arnaud Démare                                      | France                                             | Groupama-FDJ                                       | 4                                                  |
| 6e                                                 | Pascal Eenkhoorn                                   | Pays-Bas                                           | Jumbo-Visma                                        | 3                                                  |
| 7e                                                 | Bert Van Lerberghe                                 | Belgique                                           | Quick-Step Alpha Vinyl                             | 2                                                  |
| 8e                                                 | Fernando Gaviria                                   | Colombie                                           | UAE Emirates                                       | 1                                                  |
| modifier                                           |                                                    |                                                    |                                                    |                                                    |

| Arrivée d'étape Reggio d'Émilie (km 203) | Arrivée d'étape Reggio d'Émilie (km 203) | Arrivée d'étape Reggio d'Émilie (km 203) | Arrivée d'étape Reggio d'Émilie (km 203) | Arrivée d'étape Reggio d'Émilie (km 203) |
| ---------------------------------------- | ---------------------------------------- | ---------------------------------------- | ---------------------------------------- | ---------------------------------------- |
|                                          | Coureur                                  | Pays                                     | Équipe                                   | Point(s)                                 |
| 1er                                      | Alberto Dainese                          | Italie                                   | Team DSM                                 | 50                                       |
| 2e                                       | Fernando Gaviria                         | Colombie                                 | UAE Emirates                             | 35                                       |
| 3e                                       | Simone Consonni                          | Italie                                   | Cofidis                                  | 25                                       |
| 4e                                       | Arnaud Démare                            | France                                   | Groupama-FDJ                             | 18                                       |
| 5e                                       | Caleb Ewan                               | Australie                                | Lotto-Soudal                             | 14                                       |
| 6e                                       | Mark Cavendish                           | Grande-Bretagne                          | Quick-Step Alpha Vinyl                   | 12                                       |
| 7e                                       | Edward Theuns                            | Belgique                                 | Trek-Segafredo                           | 10                                       |
| 8e                                       | Sacha Modolo                             | Italie                                   | Bardiani CSF Faizanè                     | 8                                        |
| 9e                                       | Phil Bauhaus                             | Allemagne                                | Bahrain Victorious                       | 7                                        |
| 10e                                      | Lawrence Naesen                          | Belgique                                 | AG2R Citroën                             | 6                                        |
| 11e                                      | Giacomo Nizzolo                          | Italie                                   | Israel-Premier Tech                      | 5                                        |
| 12e                                      | Edoardo Affini                           | Italie                                   | Jumbo-Visma                              | 4                                        |
| 13e                                      | Rick Zabel                               | Allemagne                                | Israel-Premier Tech                      | 3                                        |
| 14e                                      | Mirco Maestri                            | Italie                                   | Eolo-Kometa                              | 2                                        |
| 15e                                      | Filippo Tagliani                         | Italie                                   | Drone Hopper-Androni Giocattoli          | 1                                        |
| modifier                                 |                                          |                                          |                                          |                                          |

### Classements aux points intermédiaires
| Sprint intermédiaire Toscanella Di Dozza (km 76.4) | Sprint intermédiaire Toscanella Di Dozza (km 76.4) | Sprint intermédiaire Toscanella Di Dozza (km 76.4) | Sprint intermédiaire Toscanella Di Dozza (km 76.4) | Sprint intermédiaire Toscanella Di Dozza (km 76.4) |
| -------------------------------------------------- | -------------------------------------------------- | -------------------------------------------------- | -------------------------------------------------- | -------------------------------------------------- |
|                                                    | Coureur                                            | Pays                                               | Équipe                                             | Point(s)                                           |
| 1er                                                | Filippo Tagliani                                   | Italie                                             | Drone Hopper-Androni Giocattoli                    | 10                                                 |
| 2e                                                 | Luca Rastelli                                      | Italie                                             | Bardiani CSF Faizanè                               | 6                                                  |
| 3e                                                 | Mark Cavendish                                     | Grande-Bretagne                                    | Quick-Step Alpha Vinyl                             | 3                                                  |
| 4e                                                 | Giacomo Nizzolo                                    | Italie                                             | Israel-Premier Tech                                | 2                                                  |
| 5e                                                 | Arnaud Démare                                      | France                                             | Groupama-FDJ                                       | 1                                                  |
| modifier                                           |                                                    |                                                    |                                                    |                                                    |

| Sprint intermédiaire San Giovanni in Persiceto (km 126.7) | Sprint intermédiaire San Giovanni in Persiceto (km 126.7) | Sprint intermédiaire San Giovanni in Persiceto (km 126.7) | Sprint intermédiaire San Giovanni in Persiceto (km 126.7) | Sprint intermédiaire San Giovanni in Persiceto (km 126.7) |
| --------------------------------------------------------- | --------------------------------------------------------- | --------------------------------------------------------- | --------------------------------------------------------- | --------------------------------------------------------- |
|                                                           | Coureur                                                   | Pays                                                      | Équipe                                                    | Point(s)                                                  |
| 1er                                                       | Richard Carapaz                                           | Équateur                                                  | Ineos Grenadiers                                          | 10                                                        |
| 2e                                                        | Jhonatan Narváez                                          | Équateur                                                  | Ineos Grenadiers                                          | 6                                                         |
| 3e                                                        | Loïc Vliegen                                              | Belgique                                                  | Intermarché-Wanty-Gobert Matériaux                        | 3                                                         |
| 4e                                                        | Stefano Oldani                                            | Italie                                                    | Alpecin-Fenix                                             | 2                                                         |
| 5e                                                        | Ben Swift                                                 | Grande-Bretagne                                           | Ineos Grenadiers                                          | 1                                                         |
| modifier                                                  |                                                           |                                                           |                                                           |                                                           |

### Bonifications
|   | Coureur          | Pays     | Équipe                             | Secondes |
| - | ---------------- | -------- | ---------------------------------- | -------- |
| 1 | Richard Carapaz  | Équateur | Ineos Grenadiers                   | 3 s      |
| 2 | Jhonatan Narváez | Équateur | Ineos Grenadiers                   | 2 s      |
| 3 | Loïc Vliegen     | Belgique | Intermarché-Wanty-Gobert Matériaux | 1 s      |

|   | Coureur          | Pays     | Équipe       | Secondes |
| - | ---------------- | -------- | ------------ | -------- |
| 1 | Alberto Dainese  | Italie   | Team DSM     | 10 s     |
| 2 | Fernando Gaviria | Colombie | UAE Emirates | 6 s      |
| 3 | Simone Consonni  | Italie   | Cofidis      | 4 s      |

## Classements à l'issue de l'étape

### Classement général
| \| Classement général \| Classement général \| Classement général \| Classement général \| Classement général \| \| Coureur \| Coureur \| Pays \| Équipe \| Temps \| \| ------------------ \| ------------------ \| ------------------ \| ---------------------------------- \| ------------------ \| \| 1er \| Juan Pedro López \| Espagne \| Trek-Segafredo \| 46 h 43 min 12 s \| \| 2e \| Richard Carapaz \| Équateur \| Ineos Grenadiers \| + 12 s \| \| 3e \| João Almeida \| Portugal \| UAE Team Emirates \| + 12 s \| \| 4e \| Romain Bardet \| France \| Team DSM \| + 14 s \| \| 5e \| Jai Hindley \| Australie \| Bora-Hansgrohe \| + 20 s \| \| 6e \| Guillaume Martin \| France \| Cofidis \| + 28 s \| \| 7e \| Mikel Landa \| Espagne \| Bahrain Victorious \| + 29 s \| \| 8e \| Domenico Pozzovivo \| Italie \| Intermarché-Wanty-Gobert Matériaux \| + 54 s \| \| 9e \| Emanuel Buchmann \| Allemagne \| Bora-Hansgrohe \| + 1 min 09 s \| \| 10e \| Pello Bilbao \| Espagne \| Bahrain Victorious \| + 1 min 22 s \| |                    |           |                                    |                  |
| |                    |           |                                    |                  |
| Source : ProCyclingStats |                    |           |                                    |                  |
| Classement général |                    |           |                                    |                  |
| Coureur | Coureur            | Pays      | Équipe                             | Temps            |
| 1er | Juan Pedro López   | Espagne   | Trek-Segafredo                     | 46 h 43 min 12 s |
| 2e | Richard Carapaz    | Équateur  | Ineos Grenadiers                   | + 12 s           |
| 3e | João Almeida       | Portugal  | UAE Team Emirates                  | + 12 s           |
| 4e | Romain Bardet      | France    | Team DSM                           | + 14 s           |
| 5e | Jai Hindley        | Australie | Bora-Hansgrohe                     | + 20 s           |
| 6e | Guillaume Martin   | France    | Cofidis                            | + 28 s           |
| 7e | Mikel Landa        | Espagne   | Bahrain Victorious                 | + 29 s           |
| 8e | Domenico Pozzovivo | Italie    | Intermarché-Wanty-Gobert Matériaux | + 54 s           |
| 9e | Emanuel Buchmann   | Allemagne | Bora-Hansgrohe                     | + 1 min 09 s     |
| 10e | Pello Bilbao       | Espagne   | Bahrain Victorious                 | + 1 min 22 s     |

| Classement par points | Classement par points | Classement par points | Classement par points           | Classement par points |
| Coureur               | Coureur               | Pays                  | Équipe                          | Points                |
| --------------------- | --------------------- | --------------------- | ------------------------------- | --------------------- |
| 1er                   | Arnaud Démare         | France                | Groupama-FDJ                    | 173 pts               |
| 2e                    | Mark Cavendish        | Royaume-Uni           | Quick-Step Alpha Vinyl          | 96 pts                |
| 3e                    | Fernando Gaviria      | Colombie              | UAE Team Emirates               | 91 pts                |
| 4e                    | Mathieu van der Poel  | Pays-Bas              | Alpecin-Fenix                   | 90 pts                |
| 5e                    | Giacomo Nizzolo       | Italie                | Israel-Premier Tech             | 69 pts                |
| 6e                    | Alberto Dainese       | Italie                | Team DSM                        | 67 pts                |
| 7e                    | Filippo Tagliani      | Italie                | Drone Hopper-Androni Giocattoli | 58 pts                |
| 8e                    | Caleb Ewan            | Australie             | Lotto-Soudal                    | 57 pts                |
| 9e                    | Thomas De Gendt       | Belgique              | Lotto-Soudal                    | 53 pts                |
| 10e                   | Simone Consonni       | Italie                | Cofidis                         | 49 pts                |

| Classement par points | Classement par points | Classement par points | Classement par points           | Classement par points |
| Coureur               | Coureur               | Pays                  | Équipe                          | Points                |
| --------------------- | --------------------- | --------------------- | ------------------------------- | --------------------- |
| 1er                   | Arnaud Démare         | France                | Groupama-FDJ                    | 173 pts               |
| 2e                    | Mark Cavendish        | Royaume-Uni           | Quick-Step Alpha Vinyl          | 96 pts                |
| 3e                    | Fernando Gaviria      | Colombie              | UAE Team Emirates               | 91 pts                |
| 4e                    | Mathieu van der Poel  | Pays-Bas              | Alpecin-Fenix                   | 90 pts                |
| 5e                    | Giacomo Nizzolo       | Italie                | Israel-Premier Tech             | 69 pts                |
| 6e                    | Alberto Dainese       | Italie                | Team DSM                        | 67 pts                |
| 7e                    | Filippo Tagliani      | Italie                | Drone Hopper-Androni Giocattoli | 58 pts                |
| 8e                    | Caleb Ewan            | Australie             | Lotto-Soudal                    | 57 pts                |
| 9e                    | Thomas De Gendt       | Belgique              | Lotto-Soudal                    | 53 pts                |
| 10e                   | Simone Consonni       | Italie                | Cofidis                         | 49 pts                |

| Classement de la montagne | Classement de la montagne | Classement de la montagne | Classement de la montagne       | Classement de la montagne |
| Coureur                   | Coureur                   | Pays                      | Équipe                          | Points                    |
| ------------------------- | ------------------------- | ------------------------- | ------------------------------- | ------------------------- |
| 1er                       | Diego Rosa                | Italie                    | Eolo-Kometa                     | 83 pts                    |
| 2e                        | Koen Bouwman              | Pays-Bas                  | Jumbo-Visma                     | 69 pts                    |
| 3e                        | Lennard Kämna             | Allemagne                 | Bora-Hansgrohe                  | 43 pts                    |
| 4e                        | Jai Hindley               | Australie                 | Bora-Hansgrohe                  | 40 pts                    |
| 5e                        | Wout Poels                | Pays-Bas                  | Bahrain Victorious              | 27 pts                    |
| 6e                        | Natnael Tesfatsion        | Érythrée                  | Drone Hopper-Androni Giocattoli | 26 pts                    |
| 7e                        | Davide Formolo            | Italie                    | UAE Team Emirates               | 25 pts                    |
| 8e                        | Romain Bardet             | France                    | Team DSM                        | 21 pts                    |
| 9e                        | Bauke Mollema             | Pays-Bas                  | Trek-Segafredo                  | 20 pts                    |
| 10e                       | Eduardo Sepúlveda         | Argentine                 | Drone Hopper-Androni Giocattoli | 19 pts                    |

| Classement de la montagne | Classement de la montagne | Classement de la montagne | Classement de la montagne       | Classement de la montagne |
| Coureur                   | Coureur                   | Pays                      | Équipe                          | Points                    |
| ------------------------- | ------------------------- | ------------------------- | ------------------------------- | ------------------------- |
| 1er                       | Diego Rosa                | Italie                    | Eolo-Kometa                     | 83 pts                    |
| 2e                        | Koen Bouwman              | Pays-Bas                  | Jumbo-Visma                     | 69 pts                    |
| 3e                        | Lennard Kämna             | Allemagne                 | Bora-Hansgrohe                  | 43 pts                    |
| 4e                        | Jai Hindley               | Australie                 | Bora-Hansgrohe                  | 40 pts                    |
| 5e                        | Wout Poels                | Pays-Bas                  | Bahrain Victorious              | 27 pts                    |
| 6e                        | Natnael Tesfatsion        | Érythrée                  | Drone Hopper-Androni Giocattoli | 26 pts                    |
| 7e                        | Davide Formolo            | Italie                    | UAE Team Emirates               | 25 pts                    |
| 8e                        | Romain Bardet             | France                    | Team DSM                        | 21 pts                    |
| 9e                        | Bauke Mollema             | Pays-Bas                  | Trek-Segafredo                  | 20 pts                    |
| 10e                       | Eduardo Sepúlveda         | Argentine                 | Drone Hopper-Androni Giocattoli | 19 pts                    |

| Classement du meilleur jeune | Classement du meilleur jeune | Classement du meilleur jeune | Classement du meilleur jeune | Classement du meilleur jeune |
| Coureur                      | Coureur                      | Pays                         | Équipe                       | Temps                        |
| ---------------------------- | ---------------------------- | ---------------------------- | ---------------------------- | ---------------------------- |
| 1er                          | Juan Pedro López             | Espagne                      | Trek-Segafredo               | 46 h 43 min 12 s             |
| 2e                           | João Almeida                 | Portugal                     | UAE Team Emirates            | + 12 s                       |
| 3e                           | Thymen Arensman              | Pays-Bas                     | Team DSM                     | + 1 min 27 s                 |
| 4e                           | Iván Sosa                    | Colombie                     | Movistar Team                | + 7 min 18 s                 |
| 5e                           | Pavel Sivakov                | France                       | Ineos Grenadiers             | + 11 min 54 s                |
| 6e                           | Mauri Vansevenant            | Belgique                     | Quick-Step Alpha Vinyl       | + 15 min 46 s                |
| 7e                           | Santiago Buitrago            | Colombie                     | Bahrain Victorious           | + 17 min 41 s                |
| 8e                           | Vadim Pronskiy               | Kazakhstan                   | Astana Qazaqstan Team        | + 22 min 12 s                |
| 9e                           | Gijs Leemreize               | Pays-Bas                     | Jumbo-Visma                  | + 27 min 08 s                |
| 10e                          | Tobias Foss                  | Norvège                      | Jumbo-Visma                  | + 29 min 50 s                |

| Classement du meilleur jeune | Classement du meilleur jeune | Classement du meilleur jeune | Classement du meilleur jeune | Classement du meilleur jeune |
| Coureur                      | Coureur                      | Pays                         | Équipe                       | Temps                        |
| ---------------------------- | ---------------------------- | ---------------------------- | ---------------------------- | ---------------------------- |
| 1er                          | Juan Pedro López             | Espagne                      | Trek-Segafredo               | 46 h 43 min 12 s             |
| 2e                           | João Almeida                 | Portugal                     | UAE Team Emirates            | + 12 s                       |
| 3e                           | Thymen Arensman              | Pays-Bas                     | Team DSM                     | + 1 min 27 s                 |
| 4e                           | Iván Sosa                    | Colombie                     | Movistar Team                | + 7 min 18 s                 |
| 5e                           | Pavel Sivakov                | France                       | Ineos Grenadiers             | + 11 min 54 s                |
| 6e                           | Mauri Vansevenant            | Belgique                     | Quick-Step Alpha Vinyl       | + 15 min 46 s                |
| 7e                           | Santiago Buitrago            | Colombie                     | Bahrain Victorious           | + 17 min 41 s                |
| 8e                           | Vadim Pronskiy               | Kazakhstan                   | Astana Qazaqstan Team        | + 22 min 12 s                |
| 9e                           | Gijs Leemreize               | Pays-Bas                     | Jumbo-Visma                  | + 27 min 08 s                |
| 10e                          | Tobias Foss                  | Norvège                      | Jumbo-Visma                  | + 29 min 50 s                |

| Classement par équipes | Classement par équipes             | Classement par équipes | Classement par équipes |
| Équipe                 | Équipe                             | Pays                   | Temps                  |
| ---------------------- | ---------------------------------- | ---------------------- | ---------------------- |
| 1re                    | Bora-Hansgrohe                     | Allemagne              | 40 h 12 min 41 s       |
| 2e                     | Bahrain Victorious                 | Bahreïn                | + 4 min 17 s           |
| 3e                     | Intermarché-Wanty-Gobert Matériaux | Belgique               | + 5 min 24 s           |
| 4e                     | Ineos Grenadiers                   | Royaume-Uni            | + 14 min 02 s          |
| 5e                     | Trek-Segafredo                     | États-Unis             | + 16 min 40 s          |
| 6e                     | Team DSM                           | Pays-Bas               | + 17 min 46 s          |
| 7e                     | Movistar Team                      | Espagne                | + 20 min 51 s          |
| 8e                     | Jumbo-Visma                        | Pays-Bas               | + 24 min 01 s          |
| 9e                     | Astana Qazaqstan Team              | Kazakhstan             | + 30 min 47 s          |
| 10e                    | UAE Team Emirates                  | Émirats arabes unis    | + 33 min 49 s          |

| Classement par équipes | Classement par équipes             | Classement par équipes | Classement par équipes |
| Équipe                 | Équipe                             | Pays                   | Temps                  |
| ---------------------- | ---------------------------------- | ---------------------- | ---------------------- |
| 1re                    | Bora-Hansgrohe                     | Allemagne              | 40 h 12 min 41 s       |
| 2e                     | Bahrain Victorious                 | Bahreïn                | + 4 min 17 s           |
| 3e                     | Intermarché-Wanty-Gobert Matériaux | Belgique               | + 5 min 24 s           |
| 4e                     | Ineos Grenadiers                   | Royaume-Uni            | + 14 min 02 s          |
| 5e                     | Trek-Segafredo                     | États-Unis             | + 16 min 40 s          |
| 6e                     | Team DSM                           | Pays-Bas               | + 17 min 46 s          |
| 7e                     | Movistar Team                      | Espagne                | + 20 min 51 s          |
| 8e                     | Jumbo-Visma                        | Pays-Bas               | + 24 min 01 s          |
| 9e                     | Astana Qazaqstan Team              | Kazakhstan             | + 30 min 47 s          |
| 10e                    | UAE Team Emirates                  | Émirats arabes unis    | + 33 min 49 s          |

## Abandons
- Biniam Girmay (Intermarché-Wanty-Gobert Matériaux) : non-partant